# بيت الجبري (القفر)

تعديل مصدري - تعديل

بيت الجبري هي إحدى قرى عزلة بني مسلم بمديرية القفر التابعة لمحافظة إب، بلغ تعداد سكانها 191 نسمة حسب تعداد اليمن لعام 2004.